# Шереметев, Павел Сергеевич
Граф Павел Сергеевич Шереметев (1871—1943) — русский общественный деятель, историк и художник из рода Шереметевых, статский советник, камергер.

## Биография
Граф Павел Сергеевич Шереметев родился 19 (31) мая 1871 года в семье графа Сергея Дмитриевича Шереметева и Екатерины Павловны, урождённой Вяземской.
Окончил историко-филологический факультет Императорского Санкт-Петербургского университета. В течение года отбывал обязательную воинскую повинность в лейб-гвардии Измайловском полку. Вышел в запас в чине прапорщика. В 1899—1911 годах — звенигородский уездный предводитель. Упоминается в воспоминаниях В. Ф. Джунковского как лицо, пренебрегавшее всеми служебными обязанностями предводителя дворянства. В 1900 году получил звание камер-юнкера, в 1906 году — чин коллежского советника, в 1910 году — звание камергера. Участник русско-японской войны (1905—1906 годы). Состоял уполномоченным Российского Общества Красного Креста от московского дворянства. Находился в действующей Северо-Восточной армии, его задачей была доставка грузов, организация госпиталей и складов Красного Креста. При его участии во Владивостоке был организован военный госпиталь на 1000 мест, в станице Новокиевской оборудован санитарный склад. В 1906 году награждён медалью Красного Креста «За труды, понесённые во время военных действий на пользу больных и раненых воинов». С началом Первой мировой войны прапорщик запаса граф Шереметев был призван в ополчение, где также занимался помощью раненым. В действующей армии пробыл весь 1915 год.
Был знаком со вторым мужем Ахматовой ученым Владимиром Шилейко, с которым были общие интересы. Вместе с ним посетил в мае 1916 года богемное кабаре «Приют комедиантов», о чем написал в своем дневнике.
Член Общества любителей древней письменности, Русского генеалогического общества, Историко-родословного общества, член-соревнователь Императорского общества истории и древностей российских при Московском университете, член Санкт-Петербургской и Ярославской учёных архивных комиссий, член Общества защиты и сохранения памятников искусства и старины. С 1903 года — член либерального кружка «Беседа». Член кружка «Патриаршая беседа». Член комитета по подготовке к празднованию 100-летия Отечественной войны 1812 года. Член комитета по подготовке празднования 300-летия Дома Романовых. С 1916 года — член Государственного Совета от дворянских обществ. К 1917 году имел чин статского советника.

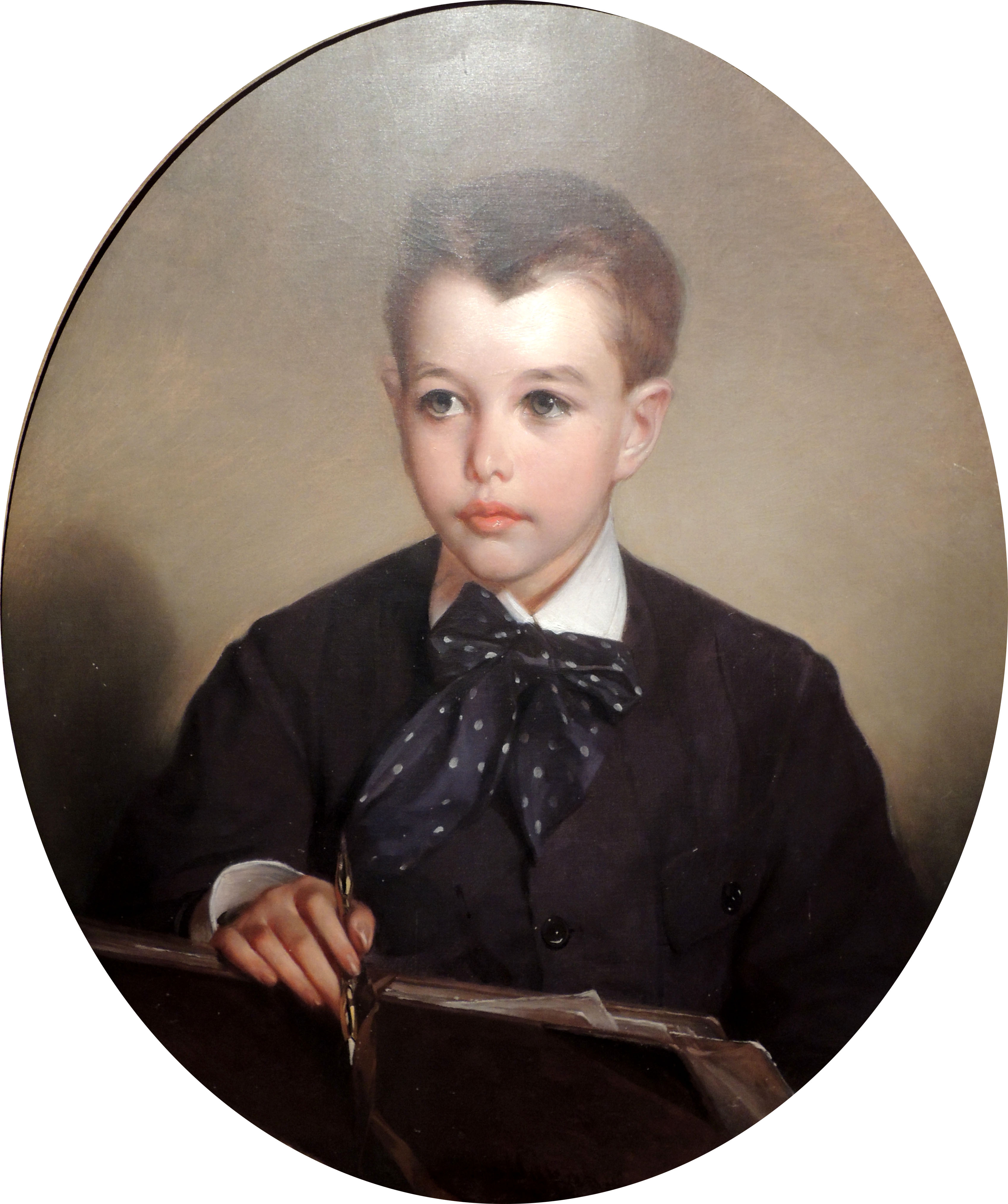
Иван Макаров. Портрет графа Павла Сергеевича Шереметева в детстве, 1880-е

Талантливый художник. Ученик К. Я. Крыжицкого и А. А. Киселёва. В 1911 году был товарищем председателя Всероссийского съезда художников и председателем Комитета выставки иконописи и художественной старины.
После Октябрьской революции до 1927 года был заведующим Музеем-усадьбой Остафьево под Москвой, где работал над описанием коллекций живописи и скульптуры, осуществлял систематизацию коллекций оружия, гемм, литографий и книг. В июне 1928 года — уволен. С осени 1929 года, после ликвидации музейного статуса Остафьева, был выселен и жил с семьей в Напрудной башне Новодевичьего монастыря, писал статьи, оставшиеся в рукописях. Член Всероссийского союза писателей с 1921 года.
Умер в Москве 20 ноября 1943 года. Был похоронен на царицынском кладбище (могила не сохранилась как и само кладбище).

## Литературная деятельность
- В 1911 году П. С. Шереметев издал книгу «Карамзин в Остафьеве».
- Вместе с гравёром Николаем Пановым издавал историко-художественный сборник «Русские усадьбы»[3], для которого Шереметев писал тексты.
- В 1927 году вышел путеводитель по музею-усадьбе «Остафьево», но автор указан не был.

## Брак и дети
Лечился в санатории для нервнобольных в Крюкове под Москвой после нервного потрясения, вызванного самоубийством любимой женщины, Ирины Васильевны Долгорукой, урождённой Нарышкиной, по первому браку Воронцовой-Дашковой (в первом браке она была замужем за братом жены Дмитрия Сергеевича Шереметева, Ирины). Их связывала многолетняя дружба, но из переписки ясно, что Павел Сергеевич не мог рассчитывать на взаимность.
С 1921 года был женат на Прасковье Васильевне (урождённой княжне Оболенской; 1883—1941), которая в 1922—1928 годах работала с мужем в музее Остафьево. В браке родился сын Василий (1922—1989) — художник.

## Награды
- Орден Святого Станислава 2-й ст.;
- Орден Святого Владимира 4-й степени.;
- Орден Святой Анны 2-й ст.